# Valaskjálf
Valaskjálf é na mitologia nórdica, um dos palácios de Odin, uma grande moradia construída e coberta com prata pura. Aqui se encontra o trono de Odin, Hliðskjálf, de onde se pode ver todo o universo. É mencionado no Grímnismál e na primeira parte do Edda em prosa Gylfaginning.